# Thomas County (Kansas)
Thomas County is een county in de Amerikaanse staat Kansas.
De county heeft een landoppervlakte van 2.784 km² en telt 8.180 inwoners (volkstelling 2000). De hoofdplaats is Colby.